# Tommy Godwin (Radsportler, 1920)
Thomas Charles „Tommy“ Godwin (* 5. November 1920 im Bundesstaat Connecticut, Vereinigte Staaten; † 3. November 2012 in Solihull) war ein britischer Bahnradsportler, Radsporttrainer und -funktionär.

## Leben
Tommy Godwin wuchs bis zu seinem elften Lebensjahr in Bridgeport im US-Bundesstaat Connecticut heran. 1932 zog die Familie zurück in die britische Heimat.
Tommy Godwin wurde von 1944 an mehrfach britischer Meister in verschiedenen Disziplinen des Bahnradsports. 1948 nahm er an den Olympischen Sommerspielen in London teil und errang zwei Bronzemedaillen, im Zeitfahren und in der Mannschaftsverfolgung, gemeinsam mit Robert Alan Geldard, Wilfred Waters und Dave Ricketts. Eine weitere Bronzemedaille gewann er im Zeitfahren bei den British Empire Games 1950 in Auckland. 1946, 1947 und 1949 gewann er den traditionsreichen Muratti Gold Cup auf der Radrennbahn von Manchester. 1952 bestritt er mit fünf weiteren britischen Bahnfahrern in Vorbereitung auf die olympischen Wettkämpfe eine Wettkampfreise durch Südafrika. Die britischen Fahrer unterlagen überraschend in beiden ausgetragenen Länderkämpfen in Johannesburg und in Paarl gegen die südafrikanische Nationalmannschaft, gewannen aber eine Reihe einzelner Bahnwettbewerbe.
Von 1936 bis 1950 arbeitete Godwin als Elektriker für das Unternehmen Birmingham Small Arms Company (BSA), das unter anderem Fahrräder und Motorräder produzierte. Anschließend eröffnete er ein Fahrradgeschäft in Birmingham, das er bis 1986 betrieb.
Godwin war Sportlicher Leiter des britischen Nationalteams bei den Olympischen Spielen 1964 in Tokio und wurde später Präsident der British Cycling Federation. Er war der erste bezahlte Nationaltrainer im britischen Radsport, initiierte das erste Trainingscamp für die britischen Nationalteams auf Mallorca, den ersten Kurs für britische Bahnradsportler, gründete einen Radsportclub und trainierte zahlreiche erfolgreiche britische Rennfahrer.  
Tommy Godwin war 2012 Botschafter der Olympischen Sommerspiele in London.

## Werke
- It Wasn’t That Easy: The Tommy Godwin Story, 2007